# Tsumcorita
La tsumcorita és un mineral de la classe dels fosfats, que pertany al grup de la tsumcorita, al qual dona nom. El mineral va ser descobert l'any 1971 a la mina Tsumeb, a Namíbia, i va ser anomenat així per la companyia minera que explotava la mina: TSUmeb CORporation; el mineral també es coneix pel seu codi IMA1969-047.

## Classificació
Segons la classificació de Nickel-Strunz, la tsumcorita pertany a «08.CG - Fosfats sense anions addicionals, amb H₂O, amb cations de mida mitjana i gran, RO₄:H₂O = 1:1» juntament amb els següents minerals: cassidyita, col·linsita, fairfieldita, gaitita, messelita, parabrandtita, talmessita, hillita, brandtita, roselita, wendwilsonita, zincroselita, rruffita, ferrilotharmeyerita, lotharmeyerita, mawbyita, mounanaïta, thometzekita, niquellotharmeyerita, cobaltlotharmeyerita, cabalzarita, krettnichita, cobalttsumcorita, manganlotharmeyerita, schneebergita, niquelschneebergita, gartrellita, helmutwinklerita, zincgartrel·lita, rappoldita, fosfogartrel·lita, lukrahnita, pottsita i niqueltalmessita.

## Característiques
La tsumcorita és un arsenat hidratat de plom i zinc de fórmula química PbZn₂(AsO₄)₂(H₂O)₂. Cristal·litza en el sistema monoclínic. La seva duresa a l'escala de Mohs és 4,5. La tsumcorita forma dues solucions sòlides, una d'elles amb l'helmutwinklerita -de composició semblant- i l'altra amb la thometzekita, on el zinc és substituït per coure.
El mineral dona nom al grup de la tsumcorita, un grup mineral de fosfats, arsenats i altres minerals relacionats amb una estructura cristal·lina complexa.

## Propietats
Els cristalls de tsumcorita són prismàtics, allargats en l'eix b o en forma de falca. Es presenten en feixes i creixements radials, així com també formant crostes fibroses o com a material terrós i en pols. L'exfoliació és bona perpendicular a l'eix c, i el maclat és comú. Sol presentar color marró groc, marró vermell o taronja, i és un dels pocs minerals que presenten una ratlla groga (l'orpiment i la crocoïta en són altres). És translúcid, amb lluïssor vítria, i de color groc dicroic a groc-verdós. La classe òptica és biaxial i els índexs de refracció són aproximadament iguals a 1,90. El mineral és moderadament dur, amb una duresa de Mohs de 4 + 1⁄2, entre fluorita i apatita, i força pesat, a causa del contingut de plom, amb una gravetat específica 5,2, que és més que barita però menys que cerussita. Es dissol en àcid clorhídric i no és radioactiu.

## Formació i jaciments
Es forma com a mineral secundari en zones d'oxidació associades a jaciments de minerals arsenats i carbonats, en dipòsits hidrotermals de plom i zinc. Sol trobar-se associada a wil·lemita, smithsonita, mimetita, escorodita, anglesita, arseniosiderita, beaverita, beudantita, carminita, ludlockita, o'danielita, zincroselita, stranskiïta, leiteïta, adamita, goetita o quars.